# Paoua
Paoua is een stad in het noordwesten van de Centraal-Afrikaanse Republiek, gelegen in de prefectuur Ouham-Pendé. 
In 2017 waren er in de streek confrontaties tussen islamitische en christelijke milities, met vluchtelingenstromen tot gevolg.
Voormalig president Ange-Félix Patassé (1937-2011) werd in de stad geboren. 